# ゲーデルン
ゲーデルン (ドイツ語: Gedern, ドイツ語発音: [ˈgeːdɐn]) は、ドイツ連邦共和国ヘッセン州ヴェッテラウ郡に属す市である。同郡の北東部に位置し、フォーゲルスベルク郡と直接境を接している。フランクフルト・アム・マインから約 50 km 北東のフォーゲルスベルク山地辺縁部に位置する。
ゲーデルンは20世紀前半までは農業を中心とした街であったが、現在では数多くの企業、スーパーマーケット、ゲーデルン湖の近郊保養地や、観光化されたフォーゲルスベルク山地を収入源としている。この街はよく知られたルフトクアオルト（空気の清浄な保養地）である。
ゲーデルン市は1972年にヘッセン州の地域再編によって現在の市域となった。

## 地理

### 位置
ゲーデルン市は、ヴェッテラウ郡北東部、ヘッセン州の中央付近に位置している。本市は中低山地のフォーゲルスベルク山地の支脈に付属する斜面と谷に位置している。フルダ (37 km) とフランクフルト・アム・マイン (50 km) とのほぼ中間にあたる。本市はホーアー・フォーゲルスベルク自然公園の一部である。ゲーデルンの最高地点は、高度 357 m である。

### 市の構成
ゲーデルンは、ゲーデルン、ミッテル＝ゼーメン、ニーダー＝ゼーメン、オーバー＝ゼーメン、シュタインベルク、ヴェーニングスの各市区からなる。これらは1972年のヘッセン州の地域再編に伴って合併したものである。

### 隣接する市町村
ゲーデルン市は、北はショッテン、北東はグレーベンハイン（ともにフォーゲルスベルク郡）、東はビルシュタイン（マイン＝キンツィヒ郡）、南はケーフェンロート、南西はオルテンベルク、西はヒルツェンハイン（いずれもヴェッテラウ郡）と境を接している。

## 歴史

### 中世
ゲーデルンは、ロルシュ修道院が作成した文書中、780年5月24日に Gauuirada あるいは Gauuirida として初めて記録されている。797年にゲーデルンのマリエン教会は、全部で18人の農奴をロルシュ修道院に寄進した。1000年にゲーデルンはフルダの文書に Gewiridi  として記述されており、1187年には Wenings という名称で、ニッダのヨハネス会の所有下にあることが初めて記録されている。1247年、ゲルラハ・フォン・ビューディゲンの死により、ゲーデルンはフォン・ブロイベルク家とフォン・トリムベルク家の所有となった。相続権は、ケンペニヒ家、イーゼンブルク家、ブロイベルク家が有していた。
1316年にトリーア大司教バルドゥインはエーバーハルト3世フォン・ブロイベルクにゲーデルンの裁判権と村の半分をレーエンとして与えた。オーバー＝ゼーメンは、1320年に Ober-Siemene として記録されている。この文書でルター・フォン・イーゼンブルクは、十分の一税の売却を宣言している。ゲーデルン地方裁判所は、1327年にトリムベルク家のものとなった。1336年、皇帝ルートヴィヒは Wenings に都市権を与えた。1348年から1352年に初めて襲ったペストの流行がゲーデルンを苦しめた。Gaudern の市場開催権および都市権は、1356年に皇帝カール4世からコンラート・フォン・トリムベルクに対して授与された。トリムベルクの家系は1376年に断絶し、Gaudern はエッペンシュタイン＝ケーニヒシュタイン家のものとなった。エーバーハルト・フォン・エッペンシュタインは1381年にゲーデルンの裁判権をエンゲルベルト・フォン・リスベルクとハーナウ家およびシュリッツ家に質入れした。1398年、ゴットフリート・フォン・エッペンシュタインは 330グルデンでリスベルクのヨハン・フォン・ローデンシュタイン（リスベルク家は断絶していた）と示談した。1424年にゲーデルンのすべての抵当権は解消され、エッペンシュタイン家が唯一の所有者となった。1431年の農民一揆でゲーデルンとヒルツェンハインの製鉄所が破壊された。1465年にエーバーハルト・フォン・エッペンシュタインは廃坑となったクライン・ニッデルンを購入し、これによりゲーデルンの森の鍛冶屋も文献に記録された。1467年には、市壁、5本の塔、3つの堅牢な門が完成し、Wenings は要塞都市となった。
1468年にゲーデルンに主任司祭を設置することに関する文書が作成された。その管轄下に置かれた教会はオーバーゼーメン、ミッテルゼーメン、ニーダーゼーメンおよびフォルカーツハインであった。ゲーデルンの裁判権は1497年にケーニヒシュタイン家のものとなり、7年後（1504年）にベス＝ゲゼースはゲーデルン裁判区から分離された。ゲーデルンとヴェーニングスは1524年にルター派に改宗した。1530年、シュミッターベルクの製鉄所が設けられた。エッペンシュタイン＝ケーニヒシュタイン伯エーバーハルト4世の死によりこの家門の男性家系は断絶し、1535年にゲーデルン領は、シュトルベルク＝ヴェルニゲローデ伯ルートヴィヒ2世のものとなった。1568年7月29日、Gaidern は、皇帝マクシミリアン2世から隔年で市場を開催する権利を授けられた。シュミッターベルク製鉄所は、ヒルツェンハインに貸与された。この製鉄所は農民一揆により破壊され、1585年に新たに建造された。

### 近世・近代
1635年、2度目のペスト禍がこの街を襲った。1638年にシュトルベルク伯領が分割されゲーデルンは、兄系（シュトルベルク＝ヴェルニゲローデ家）の首都となった。三十年戦争の終了後、この街やその周辺の村落は完全に人気がなくなっていた。
1675年から1710年までルートヴィヒ・クリスティアン伯はゲーデルン城を居城として改築した。1678年に絞首台、1679年にブルワリーが設けられ、1710年には財務役場が完成した。ゲーデルン教会の塔のバロック様式のボンネット型屋根は、ゴシック様式の尖塔から1738年に置き換えられたものである。
フリードリヒ・カール伯が皇帝カール7世から侯の特許状を与えられたことにより、ゲーデルンは1742年に侯領となった。シュトルベルク＝ゲーデルン家が1804年に断絶した後、ゲーデルンはシュトルベルク＝ヴェルニーゲローデ伯本家の所領となったが、早くも1806年のライン同盟文書によってヘッセン大公国に割譲された。
ゲーデルンの教会堂は、1884年にバシリカに改築された。
1888年にオーバーヴァルト鉄道（シュトックハイム – ゲーデルン）が完成した。

### 20世紀から現在
1905年に、ゲーデルンの最初の水道網が頓挫した。工事の際に、現在のフランクフルター通りとラウターバッハ通りで壁の跡が発見されたのだ。この壁は市門に接続していたが、大きいものではなかった。当時ドイツで最も急勾配な鉄道路線が1906年に開通した。その勾配は、ゲーデルンからオーバーゼーメンへの間に含まれていた。現在ここにはフルカン自転車道が通っている。1907年にフランゼッキー記念碑が除幕されたが、1960年代に国民銀行や駐車場の建設にその場を譲った。ゲーデルンは1925年にオーバーヘッセン都市同盟を締結した。1926年にゲーデルンはビューディンゲン郡に編入された。同じく1926年に市章が制定された。1929年にベツィルクス病院が建設され、診療を開始した。国家社会主義時代のゲーデルンの歴史は詳しく研究されていない。1933年3月の選挙以降、反ユダヤの暴力事件が増加した。同年3月13日、SA隊員がユダヤ人の家を襲撃し、「たちまち集まった群衆が喝采する中」その家の住民を殴打した。ゲーデルンは1950年から徐々に家族向け行楽地として認識されるようになり、その後もルフトクアオルト（空気の清浄な保養地）として整備された。1952年にカトリック教会が教会堂を建設するための土地を取得し、1954年のクリスマスにその場所で初めての礼拝を行った。
1969年にヴェーニングス市はフランスのニュクール市と姉妹都市協定を結んだ。1972年8月1日に本市は、新たに設けられたヴェッテラウ郡に編入された。
2010年にかつてシナゴーグがあった場所に記念板が設置された。

### 市町村合併
1970年12月1日に、それまで独立した町村であったオーバー＝ゼーメンがゲーデルンに合併した。1971年7月1日シュタインベルクがこれに続いた。ブルクハルツ、カウルシュトス、ミッテル＝ゼーメン、ニーダー＝ゼーメン、ジッヒェンハウゼン、ヴェーニングス市は、1971年12月31日に本市に合併した。
元々は、ショッテンと同様にゲーデルンも新たなフォーゲルスベルク郡に移籍されたが、ゲーデルンはヴェッテラウ郡に編入されることを決定した。そこで、旧フォーゲルスベルク郡の町村ブルクハルツ、カウルシュトス、ジッヒェンハウゼンは1972年8月1日に隣接するショッテンに移管された。かつてゲーデルンに属していたことから、これらの地区では現在もゲーデルン市と同じ市外局番が使われており、学生達はゲーデルンの学校に在籍している。

## 行政

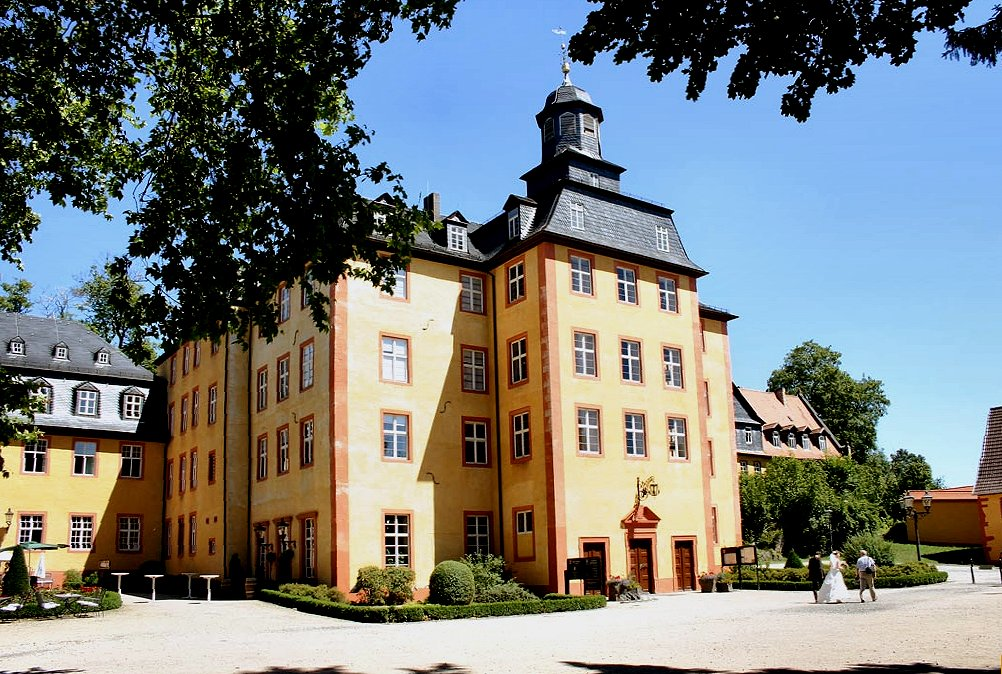
市庁舎が入居しているゲーデルン城本館

### 市議会
2011年3月27日の選挙以降、ゲーデルンの市議会は 31議席で構成されている。

### 市長
2011年9月11日の選挙で 66.0 % の票を獲得してゲーデルンの市長に当選したクラウス・ベヒトルト (SPD) は2015年3月末に健康上の理由で引退した。これに伴う市長選挙は2015年7月5日に行われ、無所属のギード・ケンペルが 51.7 % の票を得て市長に選ばれた。この選挙の投票率は 49.1 % であった。

### 紋章
ゲーデルン市の紋章は、1926年8月23日に内務大臣によって認可された。
図柄: 赤地に 2本の銀の縦帯の背景に、縦向きに配置され、互いに向かい合った 2匹の鱒。色は地色の反対色で描かれている。

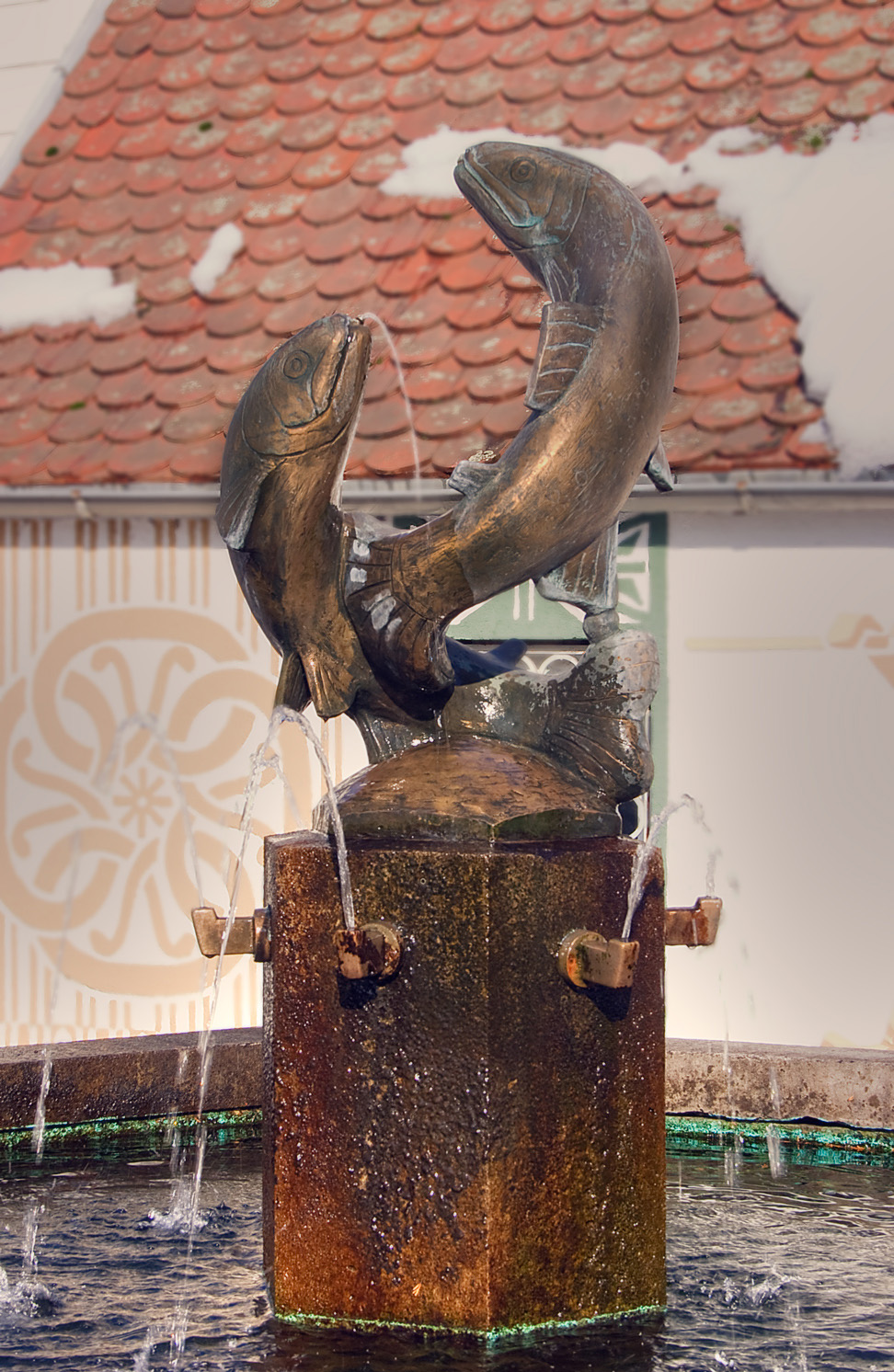
紋章にちなんで造られた鱒の泉

1925年から1926年にゲーデルンで古い市章に基づく研究がなされたが、成功はしなかった。1885年に出版されたズィープマッハーの紋章簿には古い紋章の存在を証明するものは見いだせず、反対にゲーデルンは紋章を有していなかったと主張している。これを踏まえて紋章制作の提案がなされた。1926年8月21日に内務省から、現在見るような紋章をデザインするよう提言がなされた。大臣の提言は以下のように述べている: ゲーデルンとかつて極めて緊密に結びついていたトリムベルク家は、赤 - 白を家門の色として有していた。これはヘッセン州の色と同じである。従って市章は、赤 - 白あるいは赤 - 銀の縞模様の紋章を用いるべきである。この他に外向きに曲がった 2匹の鱒が紋章に描かれるべきであろう。1417年にヴェルニゲローデで、最後のヴェルニゲローデ伯とシュトルベルク伯ボトーとの間で相互相続契約がなされた時、ヴェルニゲローデ城の塔に白地に 2匹の赤い鱒を描いた幟が掲げられた。1429年にヴェルニゲローデ伯ハインリヒが死亡し、この紋章は廃止された。この廃止された紋章の鱒が大臣によって市章に提案された。1926年8月31日にこの提案がゲーデルンの市議会で受諾された。この鱒は、本市の水と魚の豊かさを見事に象徴しており、この町の紋章にふさわしいものである。

### 姉妹都市
- コロンビア（英語版）（アメリカ合衆国、イリノイ州）1992年
この姉妹都市関係は、先祖を研究していた数人のコロンビア住民の運動に由来する。ヴェーニングスとその周辺の 156人の住民がアメリカ合衆国（主にコロンビアやウォータールー）に移住してから約 150年後に故郷との結びつきが確認された。1990年のことであった。その1年後にはすでにゲーデルンの調査団がコロンビアの移住者を調査している。1992年4月にコロンビアからの人々の訪問中に友好協定が結ばれた。公式な姉妹都市協定調印式は1993年5月にイリノイ州コロンビアで行われた。
- ポラヌフ（ポーランド語版、英語版）（ポーランド、西ポモージェ県）2004年

また、ヴェーニングスは1969年にニュクール市と姉妹都市協定を結んだ。

## 経済と社会資本

### 企業
ゲーデルンは1980年代半ばまで、工業化の遅れたフォルダー・フォーゲルスベルク地域において重要な工業都市であった。この街には、織布、木工、ゴム加工、金属加工業の多くの企業が立地していた。現在これらの分野では大規模な金属加工業者だけが存在している。
現在のゲーデルンは、経済的な観点からは以前ほど重要ではなくなっている。商業や手工業の多彩な小企業が経済活動の中核をなしている。生業に従事している住民の多数がライン/マイン人口密集地域やギーセン地域に通勤している。

### 教育
ゲーデルンには、本課程学校部門、実科学校部門、第10学年までのギムナジウム部門を有する総合学校が 1972年から存在している。

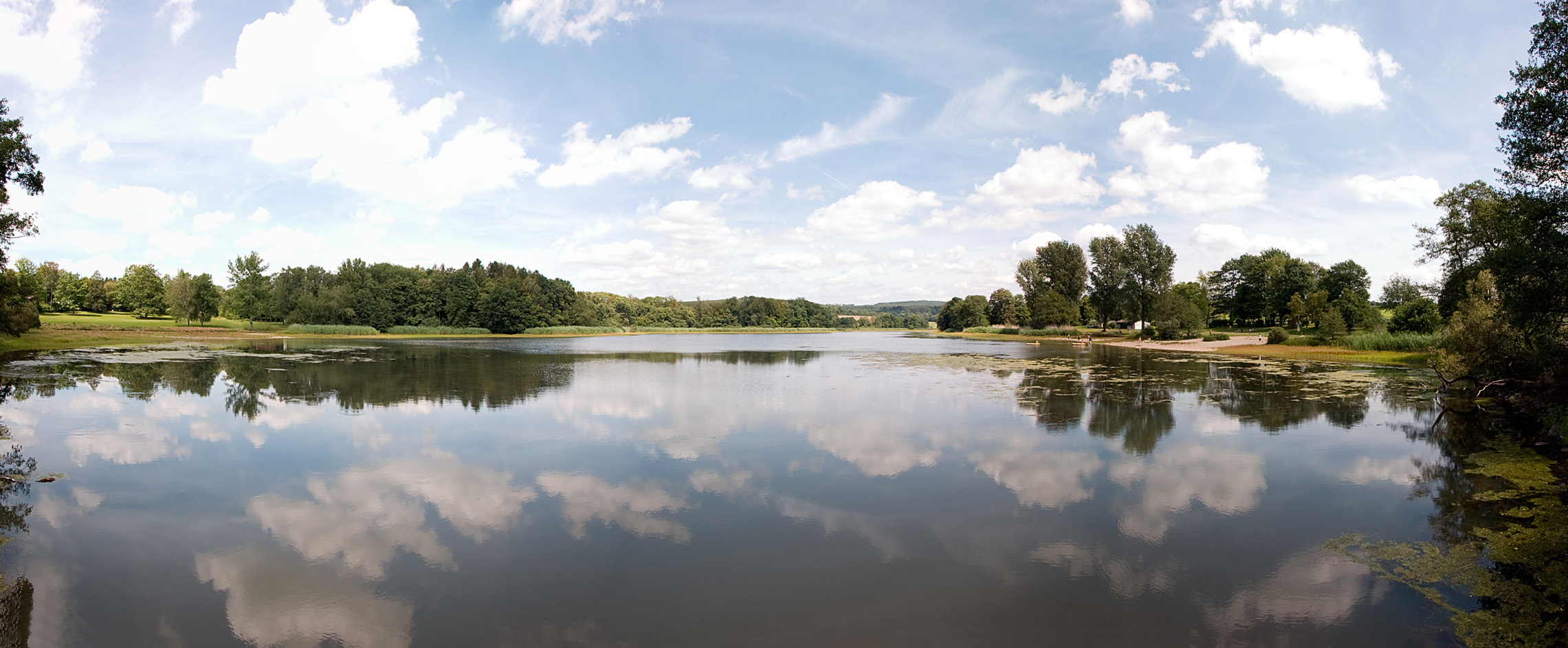
ゲーデルン湖

### レジャー・スポーツ施設
ゲーデルン湖は、夏には多くのキャンプ客や水浴客を集めている。ゲーデルンはこの他に、シュミッターベルクのスポーツセンターに屋内温水プールを有している。ゲーデルン湖の高台にゲーデルン・グライダー飛行場がある。フルカン自転車道は、かつての鉄道シュトックハイム – ラウターバッハ (ヘッセン) の軌道上を走っている。フルカン自転車道は、旧鉄道軌道を通り、フォーゲルスベルク山地を抜けてレーン山地に至る全長 250 km の バーンラートヴェーク・ヘッセン（直訳すると「ヘッセン鉄道自転車道」）の一部である。旧駅舎は現在、レストランとして利用されている。オーバー＝ゼーメンには、グロース＝ゲーラウ郡の児童・青少年休暇村がある。

## 文化と見所

### 建造物

#### ゲーデルン城

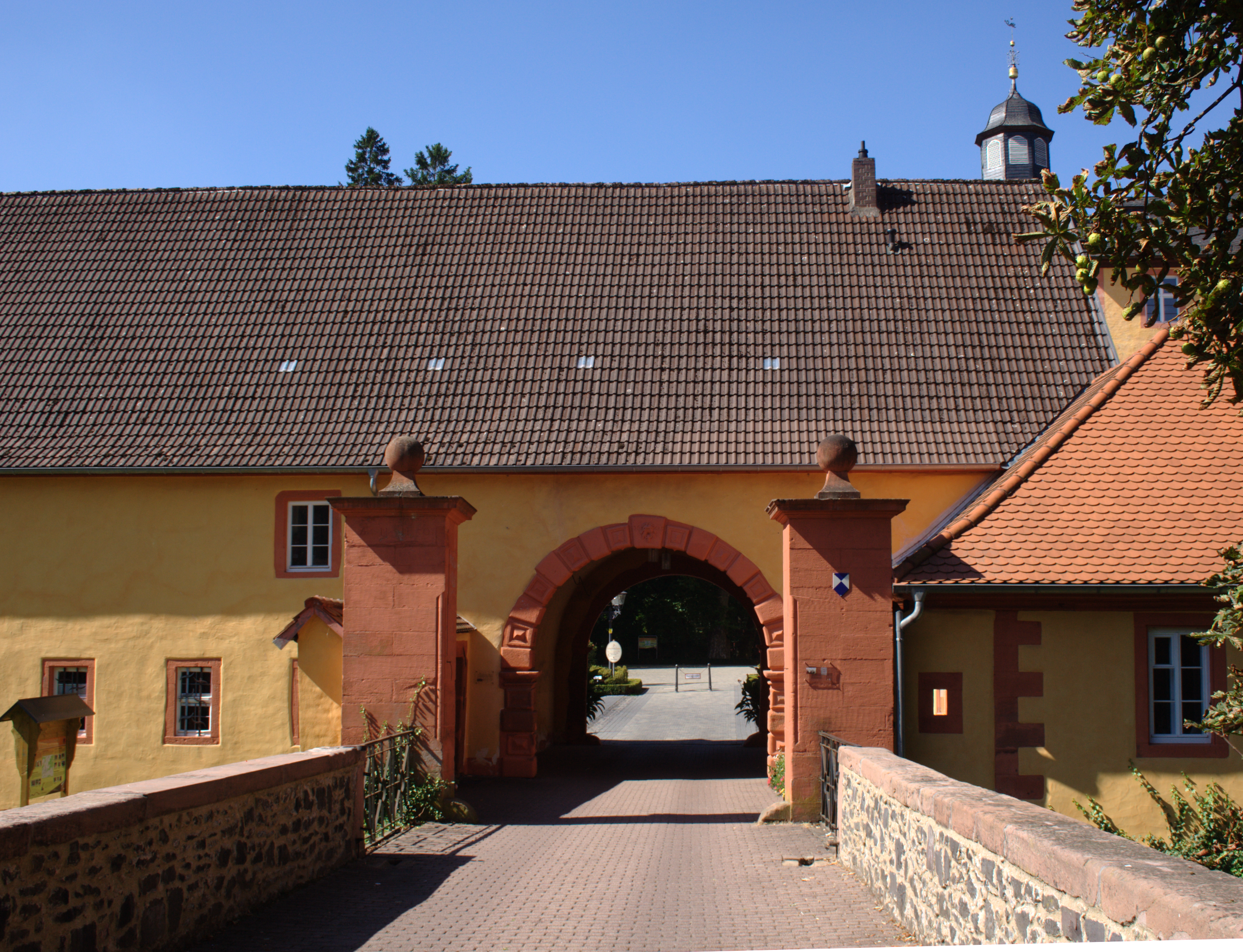
ゲーデルン城の櫓門

ゲーデルン城は、14世紀の防衛施設から成立した。1225年にゲーデルンのヴォルフラムの名前が記録されており、このためゲーデルンではヴォルフラムスブルクという名称も遺されている。シュロスベルク（城山）上のいくつかの建物には、建造年が彫り込まれている。その多くは入り口のアーチの一番高い位置の石材に記されている。
橋のある櫓門、厩舎、歩哨小屋が、城館施設で最も古い建物（1605年）に数えられる。櫓門の向かい側にある古いブルワリーは1679年に建設された。主館は、1710年から1770年に建設された様々な部分からなっている。金属細工職人の工房や納屋も遺されている。城館施設は、イギリス式庭園内にある。
この建物は、1927年までシュトルベルク家が住んでおり、その後1945年までは勤労奉仕隊の宿舎として利用された。戦後は、家を失った人々や難民がこの建物に住んだ。1987年8月1日にゲーデルン市が、付属建造物とともにこの城館を購入した。
大規模な改修がなされた後、1997年に市役所がこの建物に入居した。かつての厩舎には石けん工場と市立文書館が入居している。櫓門内には文化史博物館が入っている。この他、城館の西翼は、2007年から四つ星ホテルになっている。

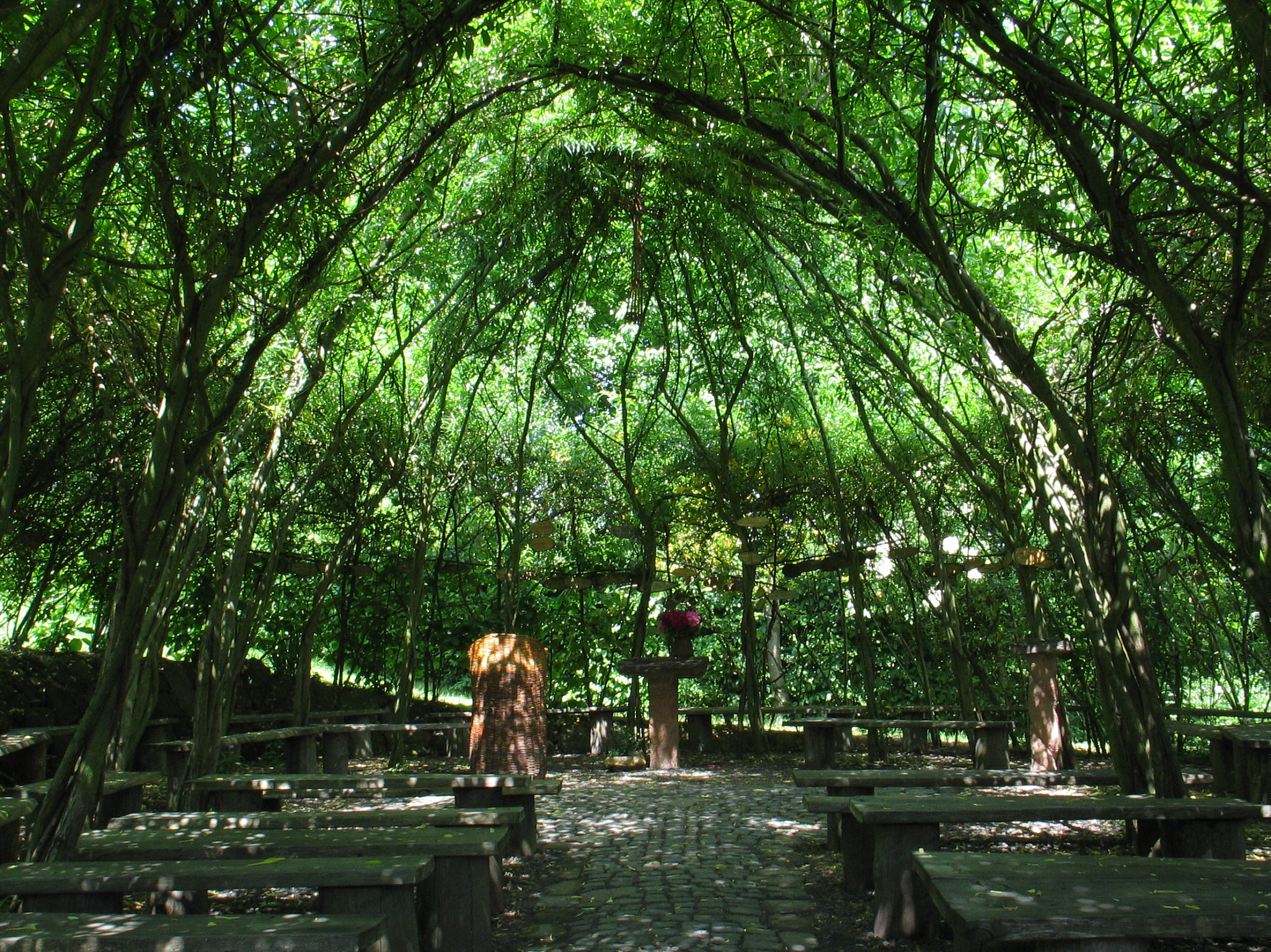
ヴァイデン教会

#### ヴァイデン教会
シュタインベルク市区のヴァイデン教会は、野外の自然の中でも礼拝が行えるようにと、市民によって建設された。

### 年中行事
- MSC ゲーデルン 74 e.V. カルトレンネン「ゲーデルン大賞」
- フォーゲルスベルク国際望遠鏡集会
- 城館公園での野外コンサート
- ゲーデルン湖での湖祭
- ゲーデルン市街レース
- ガッセメールト
- ゲーデルン湖でのエルヴィス=フェスティバル
- ニッケルヒェス＝メールト

### 郷土料理・食材
ゲーデルンでは、シュピッツブーベンやボイルヒェスと呼ばれる料理がある。ボイルヒェスは、ソーセージ型のジャガイモロールで、生のまま摺り下ろしたジャガイモと茹でて潰したジャガイモや他の食材で作られる。多くの場合、こうしたジャガイモ生地の中に乾燥肉が入れられるが、ブルートヴルスト（血の入ったソーセージ）やベーコンも良く合う。通常、麻袋に入れてこれを茹で、タマネギのソースをかけて提供される。シュピッツブーベンも同じような作り方である。

## 人物

### 出身者
- クリスティアン・エルンスト・ツー・シュトルベルク＝ヴェルニゲローデ（ドイツ語版、英語版）（1691年 - 1771年）シュトルベルク家のヴェルニゲローデ伯
- フリードリヒ・カール・ツー・シュトルベルク＝ゲーデルン（ドイツ語版、英語版）（1693年 - 1767年）シュトルベルク家のゲーデルン領主
- エドゥアルト・フリードリヒ・カール・フォン・フランゼッキー（ドイツ語版、英語版）（1807年 - 1890年）プロイセン王国の歩兵将軍
- オットー・ツー・シュトルベルク＝ヴェルニゲローデ（1837年 - 1896年）ビスマルク内閣の副総理
- エトガー・イット（ドイツ語版、英語版）（1967年 - ）陸上競技選手。ソウルオリンピックの1600メートルリレー走金メダリスト
- ザンドラ・ミンナート（ドイツ語版、英語版）（1973年 - ）女子サッカー選手

### ゆかりの人物
- ルイーゼ・ツー・シュトルベルク＝ゲーデルン（1752年 - 1824年）シュトルベルク＝ゲーデルン家の侯女。オールバニ伯爵夫人。

## 引用
1. ↑  Hessisches Statistisches Landesamt: Bevölkerung in Hessen am 31.12.2023 (Landkreise, kreisfreie Städte und Gemeinden, Einwohnerzahlen auf Grundlage des Zensus 2011)]
2. ↑  Max Mangold, ed (2005). Duden, Aussprachewörterbuch (6 ed.). Dudenverl. p. 353. ISBN 978-3-411-04066-7
3. ↑  79. Sitzung des Fachausschusses für Kurorte Erholungsorte und Heilbrunnen in Hessen vom 21. November 2012. In: Staatszeiger für das Land Hessen. Nr. 9, 2014, ISSN 0724-7885, p. 187.
4. ↑  Naturpark Hoher Vogelsberg（2015年7月4日 閲覧）
5. ↑  Glöckner, Cod. Lauresh. 3, p. 235 Nr. 3631=3751b
6. ↑  Saul Friedländer, C.H. Beck-Verlag, München 1998, 3. Auflage 2007, p. 30
7. 1 2  Statistisches Bundesamt (Hrsg.): Historisches Gemeindeverzeichnis für die Bundesrepublik Deutschland. Namens-, Grenz- und Schlüsselnummernänderungen bei Gemeinden, Kreisen und Regierungsbezirken vom 27. 5. 1970 bis 31. 12. 1982. W. Kohlhammer GmbH, Stuttgart und Mainz 1983, ISBN 3-17-003263-1, pp. 352, 353.
8. ↑  ヘッセン州統計局: 2011年3月27日のゲーデルン市議会選挙結果（2015年7月4日 閲覧）
9. ↑  ヘッセン州統計局: 2011年9月11日のゲーデルン市長選挙結果（2015年7月4日 閲覧）
10. ↑  ヘッセン州統計局: 2015年7月5日のゲーデルン市長選挙結果（2016年3月30日 閲覧）
11. ↑  Camping Park am Gederner See（2015年7月5日 閲覧）
12. ↑  Vulkan Radweg（2015年7月5日 閲覧）
13. ↑  Kinder- und Jugendferiendorf Ober-Seemen（2015年7月5日 閲覧）
14. ↑  Schlösser, Burgen, alte Mauern. Herausgegeben vom Hessendienst der Staatskanzlei, Wiesbaden 1990, ISBN 3-89214-017-0, pp. 132–134.